# Łabędź (gromada)
Łabędź (od 1 I 1958 Wąbrzeźno) – dawna gromada, czyli najmniejsza jednostka podziału terytorialnego Polskiej Rzeczypospolitej Ludowej w latach 1954–1972.
Gromady, z gromadzkimi radami narodowymi (GRN) jako organami władzy najniższego stopnia na wsi, funkcjonowały od reformy reorganizującej administrację wiejską przeprowadzonej jesienią 1954 do momentu ich zniesienia z dniem 1 stycznia 1973, tym samym wypierając organizację gminną w latach 1954–1972.
Gromadę Łabędź z siedzibą GRN w Łabędziu utworzono – jako jedną z 8759 gromad na obszarze Polski – w powiecie wąbrzeskim w woj. bydgoskim, na mocy uchwały nr 24/16 WRN w Bydgoszczy z dnia 5 października 1954. W skład jednostki weszły obszary dotychczasowych gromad Łabędź (bez obszaru ca 5 ha z miejscowości Nielub, należącego do spółdzielni produkcyjnej "Front Narodowy" w Czystochlebiu) i Wronie (bez osiedla Pólko) ze zniesionej gminy Wąbrzeźno oraz przysiółek Michałki z dotychczasowej gromady Przydwórz ze zniesionej gminy Ryńsk w tymże powiecie. Dla gromady ustalono 23 członków gromadzkiej rady narodowej.
Gromadę Łabędź zniesiono 1 stycznia 1958 w związku z przeniesieniem siedziby GRN z Łabędzia do Wąbrzeźna i zmianą nazwy jednostki na gromada Wąbrzeźno.